# Mîhailîn, Rojîșce
Mîhailîn (în ucraineană Михайлин) este un sat în comuna Topilne din raionul Rojîșce, regiunea Volînia, Ucraina.

## Demografie
Componența lingvistică a localității Mîhailîn
     Ucraineană (99,11%)
     Alte limbi (0,89%)
Conform recensământului din 2001, majoritatea populației localității Mîhailîn era vorbitoare de ucraineană (99,11%), existând în minoritate și vorbitori de alte limbi.